# Le Marron Inconnu
Le Marron Inconnu de Saint-Domingue, abreviado como Le Marron Inconnu (pronunciación en francés: /lə ma.ʁɔ̃ ɛ̃.kɔ.ny/, "El Cimarrón Desconocido"), también llamado Le Nègre Marron o Nèg Mawon (pronunciación en criollo haitiano:  [nɛɡ ma.ʁɔ̃]), es una estatua en bronce de un esclavo fugitivo que conmemora la abolición de la esclavitud que se encuentra en Puerto Príncipe, la capital de Haití. Diseñada por el escultor y arquitecto haitiano Albert Mangonès (1917–2002) y completada el 22 de septiembre de 1967, la escultura sirve como un recordatorio del llamamiento a la rebelión en la colonia de Saint-Domingue contra la Francia esclavista en 1791. Se ha convertido en el símbolo icónico de la libertad de la nación y es visto por el mundo como un símbolo de la libertad de los negros.

## Descripción
La construcción de la estatua fue completada el 22 de septiembre de 1967 por Albert Mangonès. Mide 3.60 metros de largo por 2.40 metros de alto. El busto representa a un fugitivo de bronce casi desnudo, arrodillado, con su torso arqueado, con su pierna opuesta estirada hacia atrás, una cadena rota en el tobillo izquierdo, mientras sostiene y sopla una gran caracola, el lambí, dando la señal de la rebelión con su mano izquierda, su cabeza inclinada hacia arriba. En su otra mano, sostiene un machete en el suelo hasta el tobillo derecho.
Mangonès eligió usar un pasaje de 1 Macabeos 14: 3-9 de la Biblia de Jerusalén en el fondo de su escultura en uno de los dos paneles de concreto que protegen la "llama eterna" de la libertad en el cuadrado que rodea la estatua en letras de cobre.

## Uso reconocido
En 1989, las Naciones Unidas adoptaron a la estatua como un ícono central en los sellos postales que conmemoran el Artículo 4 de la Declaración Universal de Derechos Humanos que establece: "Nadie estará sometido a esclavitud ni a servidumbre; la esclavitud y la trata de esclavos estarán prohibidas en todas sus formas".

## Galería

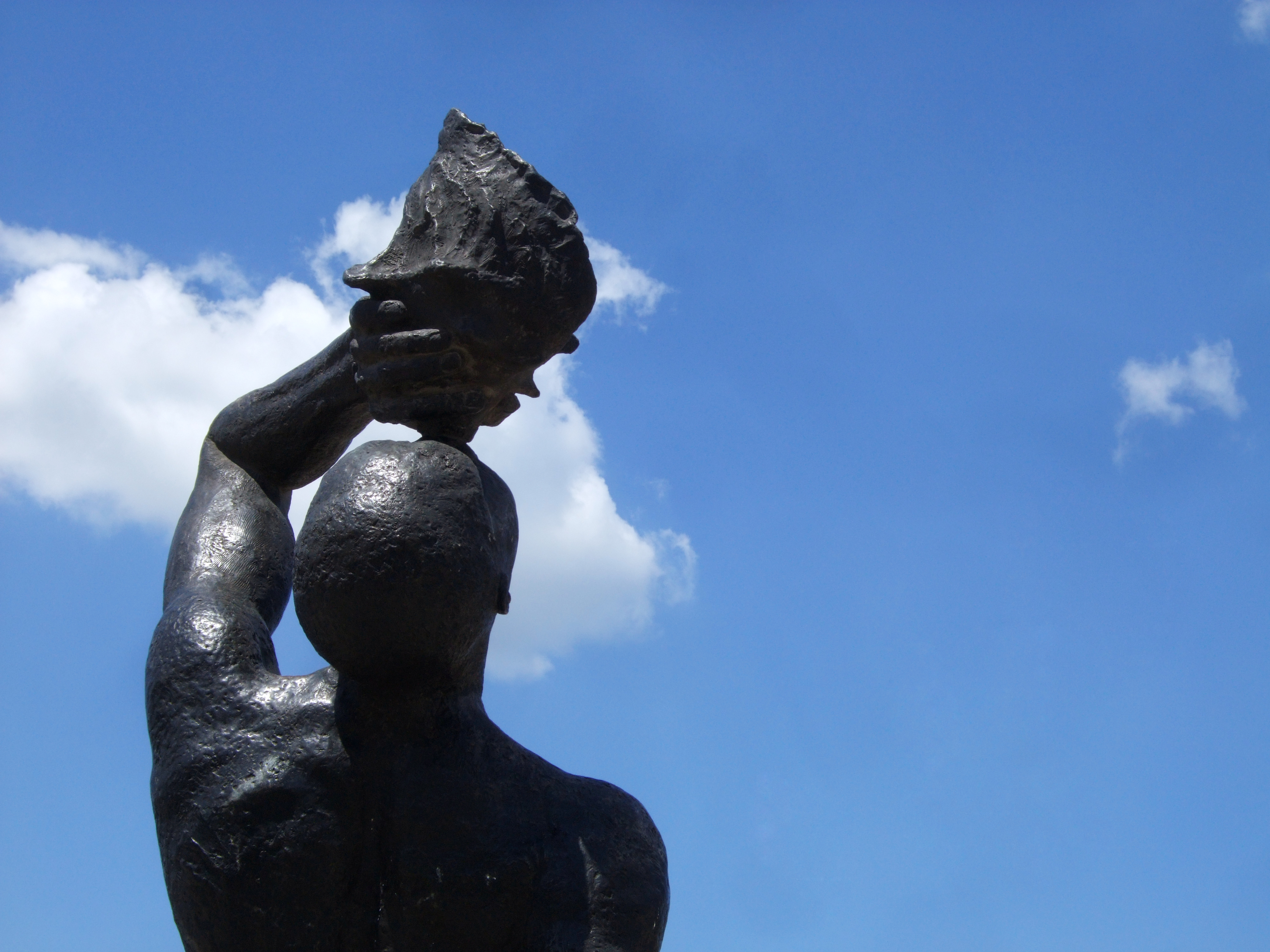
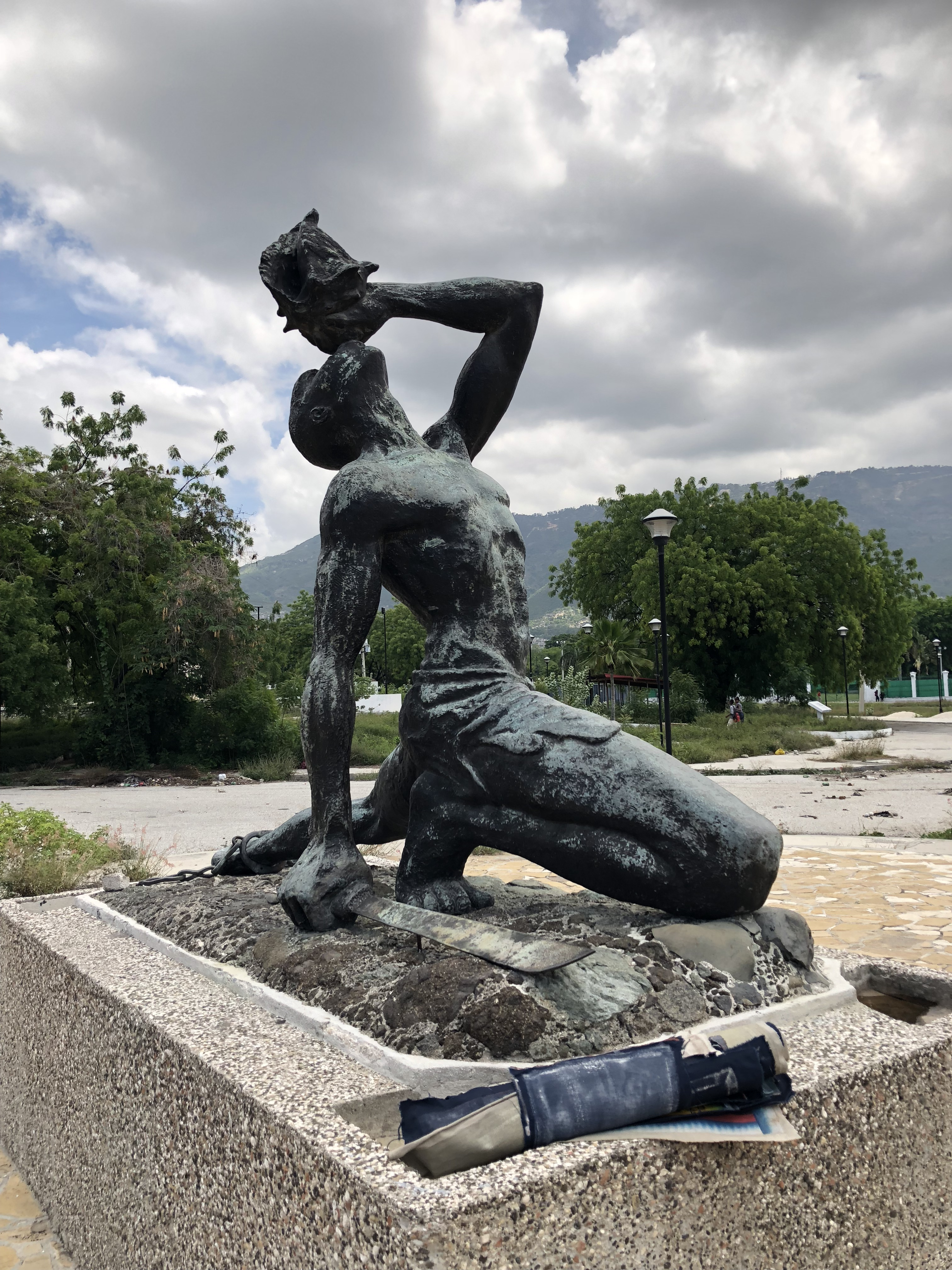
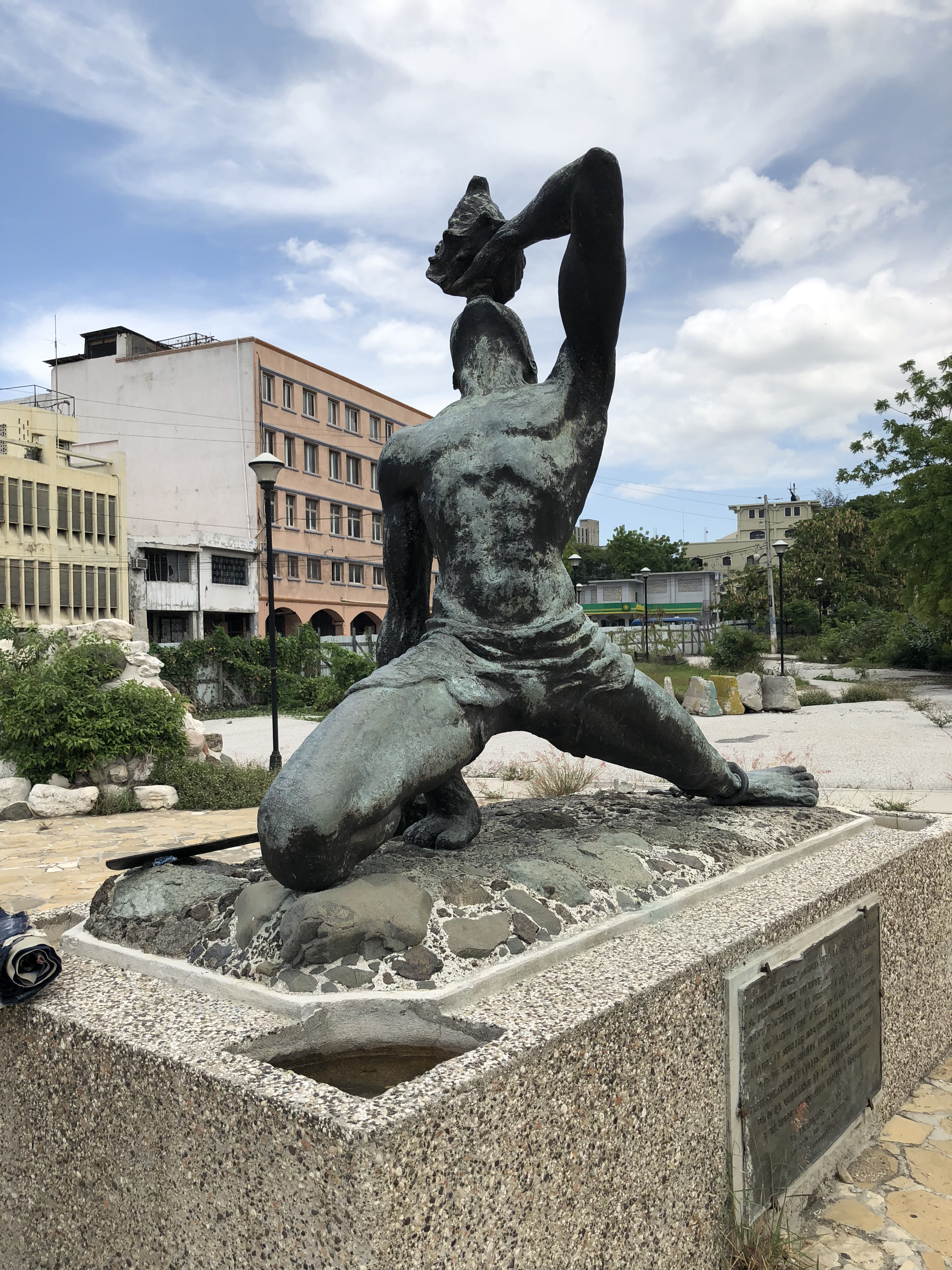
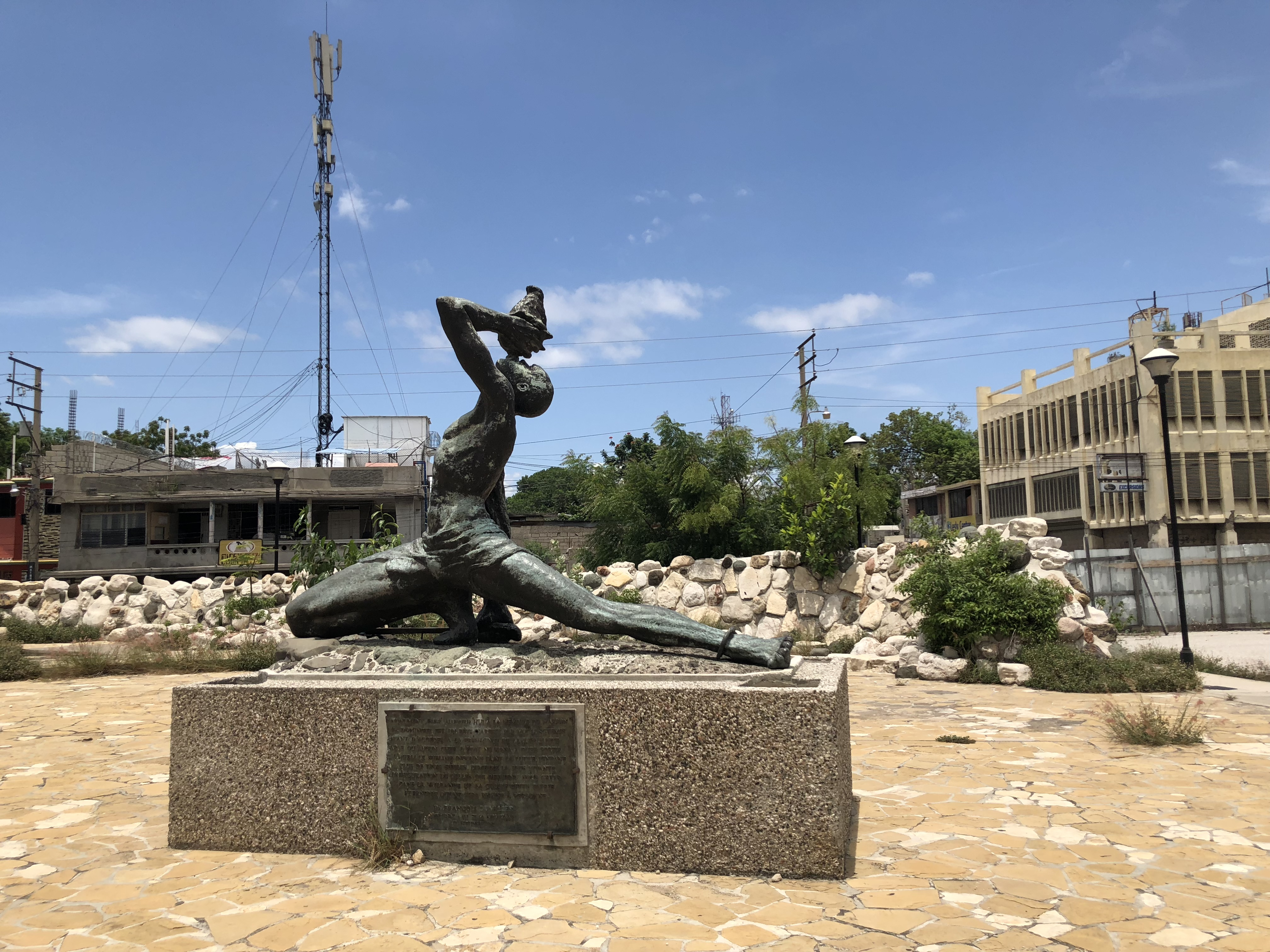
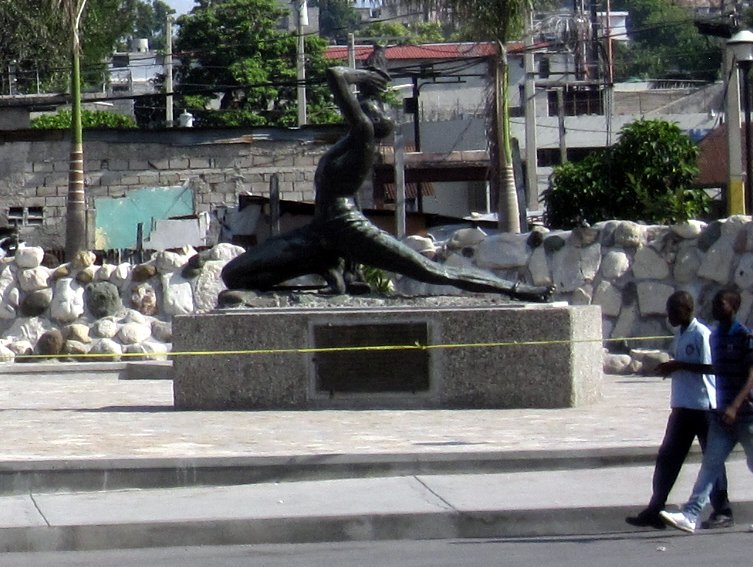